# Beniowski

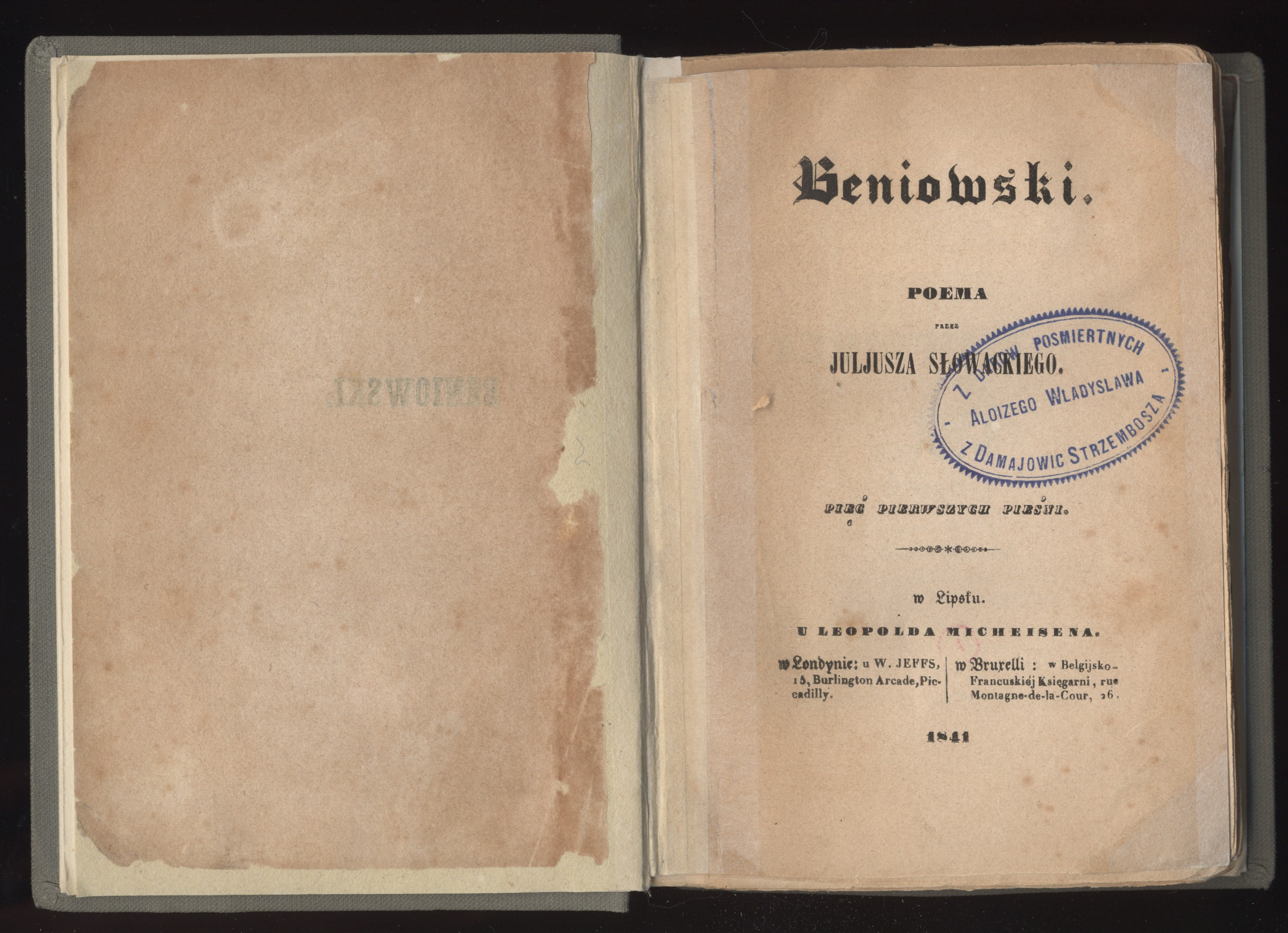
Titelblatt des Gedichtes Beniowski (1841)

Beniowski ist ein Versepos des polnischen Romantikers Juliusz Słowacki.
Das Werk wird als „Digressionsepos“ (einer Neuschöpfung in der deutschen Sprache aus dem Französischen von digression = Abschweifung, Umherschweifen) bezeichnet. Wichtige Vorreiter dieses Genres sind zum Beispiel „Der rasende Roland“ von Ariost oder „Don Juan“ von Lord Byron.
Vorbild für Beniowski war das aufregende Leben des Abenteurers Moritz Benjowski, der 1768 nach dem Krieg der Konföderation von Bar von der russischen Zarin Katharina II. nach Sibirien deportiert wurde.

## Deutsche Übersetzung
- Juliusz Słowacki: Beniowski. Eine Versdichtung. Übersetzt und herausgegeben von Hans-Peter Hoelscher-Obermaier. Suhrkamp, Frankfurt am Main 1999, ISBN 3-518-41093-8 (Polnische Bibliothek).